# HMS Argonaut (61)
La HMS Argonaut (Pennant number 61), terza nave da guerra britannica a portare questo nome, è stata un incrociatore classe Dido della Royal Navy, ultimo della classe a essere completato senza modifiche nel progetto. La nave faceva parte del programma di costruzioni navali del 1939 ma la sua costruzione venne sospesa durante l'emergenza di Dunkerque; a causa di questi ritardi entrò in servizio solo l'8 agosto 1942.
Venne costruita nei cantieri Cammell Laird di Birkenhead, impostata il 21 novembre 1939 e varata il 6 settembre 1941.

## Servizio

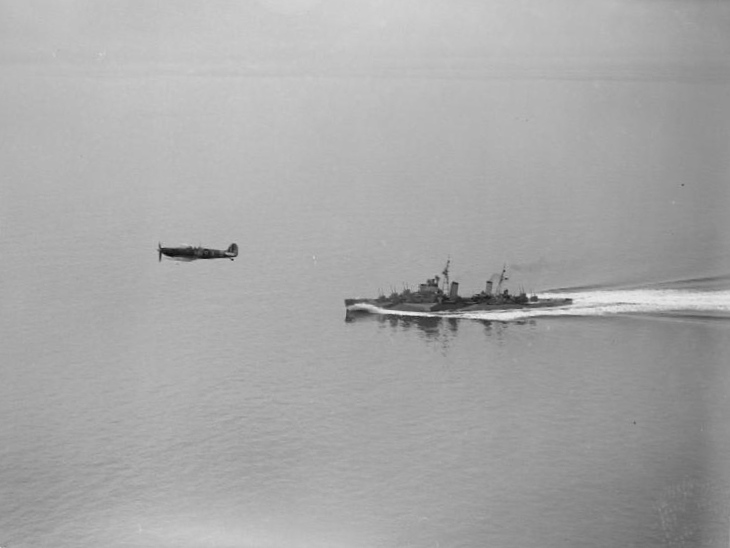
LArgonaut in navigazione scortato da uno Spitfire

Al momento dell'ingresso in servizio l'Argonaut venne assegnato alla Home Fleet, trasportando come prima missione rinforzi e rifornimenti sull'isola di Spitsbergen, salpando il 13 ottobre 1942. Successivamente proseguì per Murmansk, in Unione Sovietica, scortando un convoglio artico.
Il 30 ottobre seguente salpò da Scapa Flow diretta in Nordafrica insieme alle navi da battaglia Nelson, Duke of York e Renown e alle portaerei Illustrious e Formidable, per prendere parte, come Forza H, all'invasione del Nordafrica francese, denominata Operazione Torch. La Argonaut venne impiegata con compiti diversivi per confondere le truppe dell'Asse a difesa della zona.
Nel dicembre 1942 venne inquadrato nella Forza Q insieme agli incrociatori Aurora e Sirius e ai cacciatorpediniere Quentin e HMAS Quiberon. Il 1º dicembre venne intercettato un convoglio nemico, successivamente ingaggiato in uno scontro di circa un'ora durante il quale il cacciatorpediniere Folgore e quattro navi trasporto truppe vennero affondate. Il Nicoloso da Recco ed una torpediniera vennero invece danneggiati. Sulla via del ritorno le navi subirono un attacco aereo durante il quale venne affondato il Quentin. Il 13 dicembre, insieme alla Aurora e ai cacciatorpediniere Eskimo e Quality salpò da Annaba per intercettare un altro convoglio. Fallita l'individuazione delle navi nemiche, il 14 dicembre l'Argonaut venne silurato dal sommergibile italiano Mocenigo. Due siluri colpirono la nave a prua e a poppa, uccidendo tre marinai.

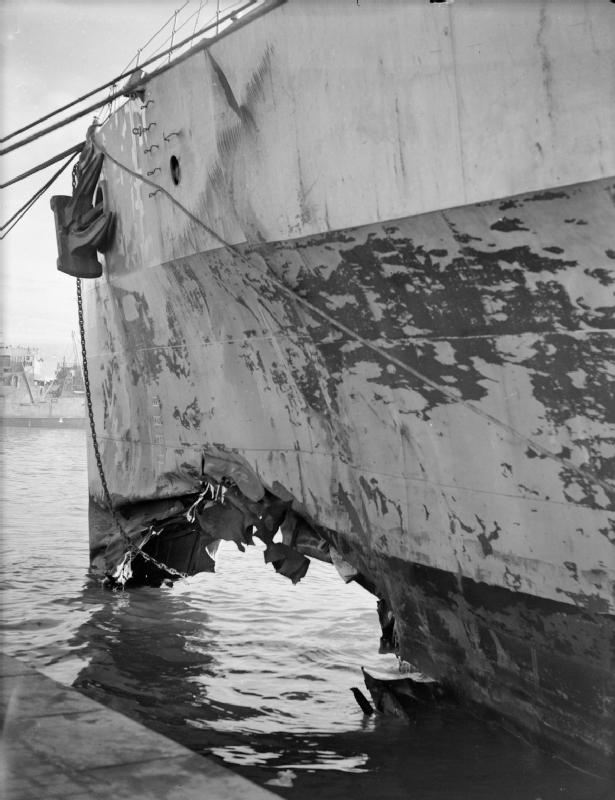
Lo scafo della nave danneggiato dopo l'attacco da parte del sommergibile Mocenigo

La nave riuscì comunque a ritornare a Gibilterra e dopo le riparazioni provvisorie salpò il 4 aprile 1943 diretto a Filadelfia, scortato dal cacciatorpediniere Hero, per le riparazioni definitive. Dopo uno scalo alle Azzorre il caccia di scorta dovette lasciare sola la nave il 9 aprile per un problema ai motori. Il 13 seguente venne raggiunta dal cacciatorpediniere statunitense Butler, che la scortò fino alle Bermuda, dove vennero effettuate nuove riparazioni. L'Argonaut giunse quindi a destinazione il 27 aprile, scortato dai dragamine Tumult e Pioneer.
I lavori vennero terminati il 13 novembre 1943. Nel mese di dicembre operò con la Home Fleet aggregata al 10º Squadrone Incrociatori. Prese parte allo sbarco in Normandia nel giugno 1944, sparando 4.359 colpi in appoggio alle truppe a terra. Durante le operazioni venne colpita da un proiettile di artiglieria tedesco che traversò la poppa e uscì dal lato opposto della nave senza esplodere. In agosto venne trasferita nella Mediterranean Fleet, prendendo parte all'operazione Dragoon, nome in codice degli sbarchi Alleati nella Francia meridionale. Nel mese di settembre venne trasferita nel Mar Egeo, affondando un gruppo di navi da trasporto truppe nemiche che evacuavano le forze tedesche dalle isole, prendendo quindi molti prigionieri. Prese anche parte ad azioni di bombardamento delle coste greche.
All'inizio di novembre venne ordinato il trasferimento della nave a Trincomalee, nell'Oceano Indiano, con compiti di scorta ai convogli e bombardamento delle installazioni industriali di Palembang, sull'isola di Sumatra. Attaccata varie volte da aerei kamikaze, subì solo leggeri danni.
Nel gennaio 1945 venne trasferita a Sydney, per unirsi alla British Pacific Fleet. Nel mese di febbraio prese parte al bombardamento di Saskishima, operazione diversiva per lo sbarco americano a Okinawa. Nell'agosto 1945 venne inviata a Formosa per aiutare nell'evacuazione dei prigionieri di guerra britannici. Successivamente venne trasferita ad Hong Kong per lo stesso motivo.
Tornata in patria a Portsmouth il 6 luglio 1946, venne trasferita in riserva rimanendovi fino al 1955, anno in cui venne venduta per essere demolita nei cantieri J Cashmore di Newport a partire dal 19 novembre dello stesso anno.